# News Bias
Die News-Bias-Forschung versucht die Ursachen von Einseitigkeiten und politischen Tendenzen in der Medienberichterstattung zu ermitteln. Im Vordergrund steht dabei der Zusammenhang zwischen den Einstellungen von Kommunikatoren und deren Nachrichtenauswahl. Sie hat ihre Wurzeln in Amerika in den 1930er und 1940er Jahren.
Der News-Bias-Ansatz ist eine Erklärungstheorie der Kommunikationswissenschaft im Zusammenhang mit Massenkommunikations-Untersuchungen. Siehe hierzu auch: Nachrichtenwert, Gatekeeper-Modell und Framing.
Grundsätzlich wird zwischen unpolitischen und politischen News Bias unterschieden.

## Unpolitischer Bias
Zu den unpolitischen gehören u. a.
- Accuracy Bias (Sorgfalt)
- Sexist Bias: Die Berichterstattung verzerrt das Geschlechterverhältnis. So fand Junetta Davis (1982) heraus, dass Frauen in der Berichterstattung deutlich unterrepräsentiert sind[2].
- Racial Bias
- Crime Bias

## Politischer Bias
Eine der ersten Studien zum politischen Bias kam von Malcolm W. Klein und Nathan Maccobby, die die Berichterstattung im US-Präsidentenwahlkampf 1952 untersuchten. Sie konnten einen deutlichen Zusammenhang zwischen der redaktionellen Linie einzelner Blätter und der Berichterstattung über die beiden Kandidaten feststellen. Pro-republikanische Medien publizierten mehr Artikel über Eisenhower, während pro-demokratische Blätter deren Kandidat Stevenson in den Vordergrund rückten. Es gab jeweils Unterschiede in der Aufmachung, der Platzierung von Artikeln und der Größe von Überschriften, aber auch die Auswahl von Argumenten orientierte sich am favorisierten Kandidat.

## Filter – Das Propagandamodell von Chomsky und Herman
Das Propagandamodell von Noam Chomsky und Edward S. Herman geht davon aus, dass in Medien einer kapitalistisch geprägten Gesellschaft die objektive Berichterstattung durch eine immanente ungesteuerte „Filterung“ von Informationen von Seiten der Massenmedien selbst verhindert wird. Das Propagandamodell wurde erstmals 1988 dargestellt und bezog sich primär auf US-amerikanische Massenmedien.
Als die fünf Filter, die Objektivität von Nachrichten verzerren oder unerwünschte Nachrichten aus einem Medium fernhalten, werden dargestellt: Medieneigentümer, Einnahmequellen, Quellen, "Flak" (negative Rückmeldungen, Kritik), Antikommunismus und Antiideologie.